# Golden (Lady Antebellum)
Golden è il quinto album discografico in studio del gruppo musicale country statunitense Lady Antebellum, pubblicato nel maggio 2013.

## Tracce
Edizione standard
1. Get to Me – 3:49
2. Goodbye Town – 4:48
3. Nothin' Like the First Time – 3:44
4. Downtown – 3:16
5. Better Off Now (That You're Gone) – 3:03
6. It Ain't Pretty – 3:29
7. Can't Stand the Rain – 3:11
8. Golden – 3:27
9. Long Teenage Goodbye – 3:42
10. All for Love – 3:16
11. Better Man – 4:04
12. Generation Away – 4:03

## Singoli
- Downtown (2013)
- Goodbye Town (2013)
- Compass (2013)

## Gruppo
- Charles Kelley: voce e cori
- Dave Haywood: cori, chitarra elettrica e acustica, tastiere, mandolino
- Hillary Scott: voce e cori

## Classifiche
- Billboard 200 - numero 1[1]
- Official Albums Chart - numero 7[2]
- Billboard Canadian Albums - numero 2[3]
- ARIA Charts - numero 8[4]